# 965 TCN
965 TCN là một năm trong lịch La Mã.